# Det vete katten
Det vete katten var en svensk frågesport som sändes två säsonger i Sveriges Television 1997 – 1998. Programledare var Anders Eldeman.
Programmet var ett typiskt frågesportsprogram, men i alla grenar hade – mer eller mindre sökt – en ordlek eller ett tema som hade med katter att göra vävts in. Vinnarna i varje program tog hem den så kallade "mästerkattiteln" och fick chansen att försvara den i följande program.